# SZTAKI Desktop Grid

O projeto SZTAKI Desktop Grid utiliza a plataforma Boinc

Trata-se de um projeto da Academia de Ciência Húngara para o Instituto de Pesquisas em Computação e Automação.
A ideia principal é dar acesso aos cientistas Húngaros à projetos de Computação Distribuída, como o Boinc, para facilitar o processamento de grandes volumes de dados de diversos outros projetos.
O SZTAKI, que teve início em Julho/2005, está a procura de Sistemas Gerais de Números Binários (utilizados por computadores). Os resultados esperados são matrizes polinomiais, de 11 x 11 (11 linhas por 11 colunas), que ajudarão a compreender a matemática por trás desses sistemas.